# Niphargus hadzii
Niphargus hadzii es una especie de crustáceo de la familia Niphargidae endémico de Eslovenia. Debe su nombre en honor del zoólogo Jovan Hadži. 